# Mike Nugent (atlet)
 For alternative betydninger, se Mike Nugent. (Se også artikler, som begynder med Mike Nugent)
Michael "Mike" Nugent (født 1946, død maj 2024) var en australsk handicapatlet og kørestolsproducent, der vandt i alt seks medaljer ved fire handicap-OL.

## Personal
Nugent blev lammet i et motorcykeluheld og blev i 1963, 17 år gammel, involveret i kørestolssport ved Princess Alexandra Hospital (en) i Brisbane. Han begyndte i kørestolsbasketball og atletik ved Kingshome Rehabilitation Centre og blev interesseret i kanosejlads på grund af fysioterapeut Vernon Hill. Han var fra 1975 gift med handicap-OL-svømmer Pam Foley (en). I 1977 etablerede han en kørestolsvirksomhed baseret i Brisbane kaldet Surgical Engineering.